# 滕昭
滕昭，字子明，中國明朝官員，汝州人。明英宗正統六年（1441年）舉人。於天順元年（1457年）出任福建巡撫。天顺三年十月，时任淮扬巡抚都御史的滕昭奏请将先前被释放并安置凤阳的建庶人、吴庶人（朱文圭的后人和朱允熥的后人）重新送到有军队的城中看守，明英宗不许。